# جيهان أباد
جيهان أباد (بالإنجليزية: Jehanabad)‏ ، هي مدينة في الهند تتبع ولاية بيهار ، ومركز منطقة جيهان أباد عدد سكانها حسب تعداد سنة 2011 هو 135,196